# Don Carlos (Verdi)
Don Carlos, en la versió francesa, o Don Carlo, en la versió italiana, és un grand opéra en cinc actes de Giuseppe Verdi, sobre un llibret de Joseph Méry i Camille du Locle, basat en el drama de Friedrich von Schiller (escrit l'any 1805). Va ser estrenada l'11 de març de 1867 a l'òpera Le Peletier de París, coneguda aleshores com a Académie impériale de musique.
L'òpera de París, per donar major solemnitat a l'Exposició Universal de 1867, va decidir encarregar una nova òpera a Verdi, una vegada que Meyerbeer, el compositor operístic francès per excel·lència, havia mort el 1864. Verdi aportà al model que exigia París una nova i profunda dimensió amb la seva gran personalitat i intuïció dramàtica. Així, Don Carlos és potser la darrera obra mestra de la grand opéra francesa, ja en el moment del seu crepuscle.
Una estrena a París significava cinc actes i l'inevitable ballet, el que donava com a resultat una enorme durada que s'havia d'adaptar, a més, a qüestions tan banals com els horaris dels últims trens de rodalia, per la qual cosa Verdi va haver de retallar algunes escenes. Verdi va tornar a trobar-se amb l'obstacle dels horaris nocturns quan anys més tard va decidir emprendre la transformació del Don Carlos francès al Don Carlo italià. En una carta del 3 de desembre de 1882 escrivia al seu amic Giuseppe Piroli:
Redueixo a quatre actes el Don Carlo per a Viena. En aquesta ciutat, sabeu que a les deu de la nit els porters tanquen la porta principal de les cases i en aquesta hora tots mengen i beuen cervesa i pastissos. En conseqüència, el teatre, és a dir, l'espectacle ha d'haver acabat per a aquestes hores.
Encara que el protagonista és un tenor, Verdi va compondre aquesta obra principalment per a veus masculines greus, tres baixos i un baríton.
L'acció transcorre a Espanya, durant la segona meitat del segle xvi, en el regnat de Felip II, excepte el primer acte de la versió de cinc actes, que transcorre al bosc de Fontainebleau, prop de París. Les relacions del rei i el seu fill Carles, mort empresonat, introdueix els suposats amors entre Carles i Isabel de Valois, muller de Felip II, i crea les figures de Rodrigo de Posa, l'amic de Carles i valedor dels drets dels Països Baixos, i la princesa d'Éboli, personatge real que aquí té un paper conspirador, i també l'inquietant personatge del Gran Inquisidor. Felip II és la figura central, molt complexa, que desconfia del seu fill, que estima la seva jove esposa però sense sentir-se estimat, que sent afecte i admiració per la noble figura de Posa malgrat les seves discrepàncies polítiques.
L'empremta de Schiller es manifesta també en la psicologia dels altres personatges, subratllada amb eficàcia i dramatisme per la música verdiana, igual que amb els grans temes que s'hi plantegen: el cant a la llibertat, a l'amistat i a l'amor, les tensions entre la vida pública i la privada o entre l'Església i l'Estat, el poder i la revolta, la passió i la gelosia, l'idealisme i la traïció, la religió i el fanatisme, la tirania i la llibertat dels pobles. La condició de grand opéra dona lloc, a més, a brillants escenes col·lectives, com la del cruel acte de fe davant de tot el poble i els diputats flamencs.

## Versions
- Versió original (1866) : Sobre text francès, consta de cinc actes sense ballet.
- Versió de París (1867) : Verdi afegeix un ballet a la versió original i efectua diversos talls amb el propòsit de mantenir la durada de l'obra.
- Versió de Milà (1884) : Verdi suprimeix l'acte I i el ballet; a més a més, reelabora una gran part de l'obra segons la revisió del llibret feta per Du Locle i traduït a l'italià.
- Versió de Mòdena (1886) : En aquesta versió es torna a incorporar l'acte I. Es tracta d'una versió híbrida entre les versions de 1867 i de 1884. Sembla que Verdi no va participar en aquesta reelaboració.

La versió que ha prevalgut en el temps és el Don Carlo en italià i quatre actes, estrenada al Teatro alla Scala el 1884, mentre que la versió de l'estrena parisenca, Don Carlos, en francès i cinc actes i amb el ballet La Pelegrina, ha estat sempre una veritable raresa, fins i tot a França, per les dificultats de reunir un repartiment adequat.

## Representacions

### Don Carlosen francès
Després de l'estrena i abans de deixar París, Verdi va autoritzar que la seva òpera acabara a l'Acte 4, Escena 2 amb la mort de Posa (ometent l'escena d'insurrecció). Després de la seva sortida,els talls eren aparentment fets durant les actuacions restants. Va ser considerada una " òpera problemàtica" i va desaparèixer del repertori després de 1869.

### Traducció italiana deDon Carlo
Era una pràctica comuna en els teatres d'aquell temps (diferents d'aquelles en les comunitats de parla francesa) interpretar òperes en italià. Així, una traducció italiana de Don Carlos va ser preparada en la tardor de 1866 per Achille de Lauzières.
El 18 de novembre de 1866 Verdi va escriure a Giovanni Ricordi, oferint a l'editor de Milà els drets italians, però insistint que l'òpera:
S'ha d'interpretar-se en sencera i es durà a terme per primera vegada en l'Òpera de París. Don Carlos és una òpera en cinc actes amb ballet. No obstant això, si la gestió dels teatres italians vol incloure un ballet diferent, est ha de col·locar-se abans o després de l'òpera sense corts,mai en el mitjà, seguint el costum bàrbar dels nostres dies.
No obstant això, la traducció italiana no es va realitzar per primera vegada a Itàlia, sinó a Londres, en el Royal Italian Opera House (ara la Royal Opera House), de Covent Garden el 4 de juny de 1867, on va ser produïda i dirigida per Michael Costa. Val a dir que no era el que Verdi desitjava; l'òpera va ser duta a terme amb talls i alterada. Així, el primer acte es va eliminar, el ballet de l'Acte 3 es va ometre, i l'Ària "io la vidi" de Carlo (originalment en l'Acte 1) es va traslladar al 3, just abans del terzetto. A més, el duo entre Felipe i el Inquisidor es va escurçar a quatre línies, i l'Ària d'Elisabeth de l'acte 5 consistia només en part de la secció central i la repetició.
La producció es va considerar inicialment un èxit, i Verdi va enviar una nota de felicitació a Costa. Més tard, quan va saber de les alteracions, Verdi es va molestar, però la versió de Costa anticipava les revisions que faria el propi Verdi en 1882-83.
L'estrena italiana, el 27 d'octubre de 1867 en el Teatro Comunale di Bologna, duta a terme per l'amic proper de Verdi, Angelo Mariani, va ser un "èxit immediat". Aquesta versió més completa, encara que es va produir en absència de Verdi, inclou el ballet. Per a l'estrena de Roma el 9 de febrer 1868 en el Teatro Apollo, tal com era d'esperar, el censor papal va canviar l'Inquisidor per un Gran Canceller i el Monjo per un Solitari (Reclús).
A Milà, Aquesta versió de l'òpera va ser representada per primera vegada a La Scala el 25 de març de 1868, i les produccions de prestigi en la majoria dels teatres d'òpera italiana van seguir representant-la, però no es va convertir en un èxit popular. La longitud era un problema particular, i les actuacions posteriors van ser en generalment bastant tallades. La primera producció a Nàpols en 1871 va ser indiscutiblement un fracàs.

#### Altres revisions de la música i el text
Després de l'actuació sense èxit a Nàpols en 1871, Verdi va ser persuadit per visitar la ciutat durant més actuacions al novembre / desembre de 1872, i ell va fer dues modificacions més a la partitura. Aquestes addicions van ser a l'escena de Posa i rei en l'Acte 2, Escena 2 (versos en italià d'Antonio Ghislanzoni) per reemplaçar una part del material prèviament tallat. Aquesta és l'única part del conjunt de l'obra que va ser composta per Verdi en italià en lloc de en francès. A més, va haver-hi retallades en el duo entre Carlos i Elisabeth en l'acte 5.

#### Les revisions de 1882/83 i 1886: la versió de "Milà" i la versió de "Mòdena"
La idea de reduir l'extensió de don Carlos havia arribat originalment a Verdi en 1875, en part com a resultat dels informes de produccions, com el de Costa, que havia eliminat l'acte 1 i el ballet i les retallades a altres parts de l'Opera. L'abril del 1882, ell estava a París, on estava llest per fer canvis.Verdi ja estava familiaritzat amb el treball de Charles-Louis-Étienne Nuitter, que havia treballat en les traduccions al francès de Macbeth, La forza del destino i Aida amb du Locle. Els tres van procedir a passar nou mesos en les principals revisions del text francès i la música per crear una versió de quatre actes. Això omet l'acte 1 i el ballet, i es va completar al març de 1883. Una traducció italiana d'aquest text en francès revisat, re-uso de gran part de la traducció original 1866 per de Lauzières, va ser feta per Angelo Zanardini. L'estrena en la Scala de la versió revisada 1883 va tenir lloc el 10 de gener 1884 en italià.
Tot i que Verdi havia acceptat la necessitat d'eliminar el primer acte, sembla que va canviar d'opinió i va permetre una actuació que va presentar el " Fontainebleau " primer acte juntament amb la versió revisada de quatre actes. Va tenir lloc el 29 de desembre 1886 a Mòdena, i que es coneix com la "versió de Mòdena ", que va ser publicada per Ricordi com "una nova edició en cinc actes sense ballet.

#### Segle XX i més enllà
En italià.
Les Actuacions de Don Carlo en la primera meitat del vintè segle van ser rares de vore, però a partir de la Segona Guerra Mundial ha estat regularment actuat, particularment en la versió de Milà en quatre actes de 1884 en italià. Seguint la notable posta d'escena en la versió de Modena (1886) estructurada en cinc actes al 1958 per la Royal Opera, Covent Garden, dirigida per Luchino Visconti i presentant Jon Vickers com a Don Carlo, Vito Gobbi com a Posa, Boris Christoff com a Rei Felip i Gré Brouwenstijn com Elisabetta, aquesta versió ha estat, a més a més, cada cop més actuada i ha estat enregistrat per, entre d'altres, Georg Solti i Carlo Maria Giulini. Charles Mackerras va conduir aquesta versió de cinc actes (complet amb el preludi original de Verdi, la escena dels llenyadors i el final original) en una traducció anglesa per l'Òpera Nacional Anglesa al London Coliseum en 1975.
Avui, mentre traduït a italià i presentat en el Milà i Modena versions, l'òpera ha esdevingut part del repertori estàndard.
2013 va veure dues produccions de la versió de cinc actes cantada en italià, el primer en maig a la Royal House Opera i també en agost al Salzburg Festival en commemoració del bicentenari de Verdi. Ambdues produccions van tenir com a director a Antonio Pappano i Jonas Kaufmann, com a Don Carlo, amb la seva amiga, Anja Harteros, fent d'Elisabetta. La versió en el Festival de Salzburg va ser grabada en DVD.
En francès.
L'escenografia i les emissions de la versió francesa original en cinc actes ha estat més representada als darrers anys del segle xx que als primers del segle xxi, tot i que no poden competir en representacions amb la versió en italià. Això és clarament visible pel nombre d'enregistraments en viu i preparades anteriorment. En aquestes representacions s'ha fet servir, majoritàriament, la versió de l'estrena a París, que incorpora el ballet però que talla les escenes que Verdi tenia ja escrites però va haver de suprimir per a abreviar l'obra, com ara la primera amb el cor "L'hiver est long".
Una emissió radiofònica per l'ORTF a França va ser donada al 1967 amb un repartiment format gairebé totalment per francesos al repartiment, llevat de Matteo Manuguerra com a Rodrigo. L'Orquestra de la BBC sota John Matheson va retransmetre l'òpera el juny de 1973, amb les interpretacions de Don Carlos per André Turp, Philippe II per Joseph Rouleau, i Rodrigue per Robert Savoie. En una nota al peu, Julian Budden comenta que "aquesta va ser la primera actuació completa, des de la concepció de l'ópera al 1866, en francès amb l'addició del ballet.”
La Scala el va presentar al 1970, amb Plácido Domingo i Katia Ricciarelli, però amb gran protagonisme de Ruggero Raimondi com a Felipe, Leo Nucci com a Rodrigo, i Nicolai Ghiaurov com El Gran Inquisidor. Una actuació d'aquesta versió (però incloent parts de la primera versió de París i ometent el ballet "La Pérégrina"), va ser escenificat i conduït per Sarah Caldwell amb l'Òpera de Boston al 1973 i John Alexander com a protagonista principal.
Dins novembre 1983, el Théâtre Reial de la Monnaie de Brussel·les va escenificar la representació amb Philippe II cantat per Samuel Ramey. John Pritchard va conduir actuacions a l'Òpera de San Francisco dins setembre 1986, l'Elizabeth havent-hi estat cantada per Pilar Lorengar. El Théâtre du Châtelet un altre cop al 1996 (enregistrada en CD i DVD) amb Roberto Alagna fent de Don Carlos, José van Dam com a Philippe, Thomas Hampson com a Rodrigue i les interpretacions d'Elizabeth de Valois i Eboli cantades per Karita Mattila i Waltraud Meier respectivament. La producció va ser repetida aquell any mateix dins novembre amb Nelly Miricioiu en el repartiment com a Elizabeth.
La versió completa que havia preparat Verdi per a París en 1866-67, incorporant-hi els talls que s'havien fet el mateix dia de l'estrena i el ballet, va ser representada per primera vegada en l'Òpera Estatal d'Hamburg sota la direcció de Ingo Metzmacher al 2001. Després, amb direcció escènica de Peter Konwitschny, es va fer al Staatsoper de Viena al 2004, amb Bertrand de Billy com a director i Ramón Vargas com a Don Carlo (grabat en DVD). San Francisco va reviure la seva producció al 2003 amb Marina Mescheriakova fent d'Elizabeth i Violeta Urmana com a Eboli. La mateixa producció de Konwitschny va ser presentada al Liceu de Barcelona amb la direcció de Maurizio Benini al febrer 2007, amb Franco Farina com a Carlos i Eric Halfvarson com al Gran Inquisidor.
Altres produccions, però de la versió estrenada a París (sense els talls), han estat escenificades en la ciutat d'Hamburg al desembre/gener de 2011/12 i un altre cop dins gener/febrer de 2013. A l'abril de 2012 l'òpera de Houston va presentar la versió francesa de cinc actes. Presentat en el repartiment per Christine Goerke com Eboli, Andrea Silvestrelli com el Rei, i Samuel Ramey com el Gran Inquisidor. Va ser també escenificat al Rousse State Opera de Bulgària en la primavera de 2013, aparentment en francès.

## Argument

### Acte I
L'acció transcorre l'any 1559 al bosc de Fontainebleau, durant la negociació de la pau entre França i Espanya. Segons els termes del tractat l'Infant d'Espanya, Carles, haurà de casar-se amb Isabel de Valois, la filla del rei de França, Enric II.
Per tal de conèixer la seua promesa, Carles ha vingut d'incògnit a França. En el transcurs d'una cacera organitzada pel rei, es troba amb Isabel, que s'ha extraviat de la companyia del seu patge Thibault. Sota pretext d'ajudar-la a trobar el castell, Carles l'aborda i s'inicia una conversa entre ells. Isabel li parla del seu pròxim casament i dels seus temors respecte a haver d'esposar-se amb un home que no ha vist mai. Per apaivagar les seues inquietuds, Carles li mostra una miniatura que representa a l'infant d'Espanya. A la vista del retrat, Isabel reconeix el seu interlocutor i un duo apassionat uneix els futurs marit i muller. Aquest duo és interromput per l'arribada de l'ambaixador d'Espanya a França que ha vingut a anunciar la decisió del rei d'Espanya, Felip II, que és vidu, de casar-se ell mateix amb Isabel de Valois.
Aquesta notícia provoca l'alegria dels acompanyants de l'ambaixador, però sumeix en la tristesa els dos joves enamorats.

### Acte II
Primer quadre: En el claustre del monestir de Yuste a Extremadura.
Un monjo prega prop de la tomba de l'Emperador Carles V, mentre altres germans salmodien a la capella.
Carles, vingut per trobar en aquest indret la manera d'apaivagar les seues preocupacions, creu reconèixer la veu de Carles V, el seu avi, en la del monjo que resa.
La seua meditació és interrompuda per l'arribada del seu amic Rodrigo, marquès de Posa. Aquest acaba de tornar dels Països Baixos, on ha estat testimoni dels excessos de l'ocupació espanyola, i demana a l'infant que utilitze la seua influència davant del rei en favor dels flamencs. Carles, per part seua, li confessa el seu amor per la reina, la seua madrastra. Rodrigo li aconsella allunyar-se de la cort i anar a donar suport als flamencs. En separar-se, els dos homes es juren eterna amistat.
Segon quadre : Als jardins del monestir.
Les dames de la cort departeixen alegrement. La princesa d'Éboli, tan bella com intrigant, comença a cantar una cançó. Rodrigo aprofita aquesta reunió per a trametre a la reina una carta de sa mare (Caterina de Mèdici), a la qual adjunta una nota de Carles. Rodrigo suplica a la reina d'acordar una entrevista amb aquest. Aleshores apareix Carles i s'inflama, però Isabel li recorda que, malgrat tot, ara és sa mare. Desesperat, Carles se'n va.
El rei arriba envoltat de cortesans; s'estranya de veure la reina sola, cosa totalment contrària al protocol. Aleshores decideix despatxar de la cort espanyola la dama d'honor de la reina, la comtessa d'Aremberg, qui hauria d'haver tingut cura de fer companyia a la reina. La reina s'esforça a consolar l'exiliada.
Rodrigo aprofita l'avinentesa per a defensar davant el rei la causa de Flandes.
Sensible a la franquesa del marquès, el rei deixa anar confidències íntimes: atès que sospita una intriga entre el seu fill i la seua esposa, demana al marquès que els vigile, i li aconsella desconfiar del Gran Inquisidor.

### Acte III
Primer quadre : De nit, als jardins de la reina.
Carles llegeix una carta que el cita a mitjanit. Veient una dona emmascarada que ell creu que és la reina, es precipita vers ella tot deixant anar paraules inflamades de passió. Però descobreix que es tracta de la princesa d'Éboli. Carles no pot negar a la princesa el seu error, i aquesta, veient-se menyspreada jura venjar-se'n. Rodrigo intenta calmar-la, però ella se'n va amb un to amenaçador. Aleshores el marquès aconsella Carles que li envie els papers comprometedors que poguessen estar en possessió seua.
Segon quadre : Davant la catedral.
El rei, la reina, la cort, el clergat i el poble s'han aplegat; uns heretges condemnats per la Inquisició seran cremats.
Una delegació de diputats flamencs encapçalats per Carles interromp l'execució. Els diputats demanen al rei que escolte la seua súplica, però Felip II els fa arrestar. Carles, indignat, escomet son pare amb l'espasa, i a conseqüència d'això és arrestat pel seu amic Rodrigo. El seguici reial se'n va, mentre ascendeixen les flames de la foguera.

### Acte IV
Primer quadre: a l'alba, en el gabinet del rei.
Felip II està sumit en la tristesa de no ser estimat per la seua esposa, quan s'anuncia l'arribada del Gran Inquisidor. El rei l'ha fet venir amb el propòsit de preguntar-li si pot condemnar el seu fill a mort per haver-se rebel·lat contra ell. El Gran Inquisidor li respon afirmativament i, en contrapartida, reclama al rei la vida de Rodrigo, a causa de les seues idees subversives. Felip refusa.
Arriba la reina, qui demana justícia pel robatori d'un estoig. Felip li'l dona, l'obre i obliga la reina a reconèixer el retrat de Carles sobre un medalló. Davant l'acusació d'adulteri, Isabel perd el coneixement.
A la crida del rei acudeixen Rodrigo i la princesa d'Éboli.
Quan Felip es penedeix de les seues sospites, la princesa confessa a la reina haver estat l'autora del robatori, amb l'objectiu d'acusar-la d'adulteri. Isabel, com a càstig, la deixa triar entre l'exili o ingressar en un convent.
Segon quadre: a presó.
Rodrigo visita a Carles a la presó. Li confessa que és un home en perill des que s'han descobert a sa casa els dos homes a la cel·la; l'un amb l'hàbit d'inquisidor, l'altre assassina Rodrigo amb un tret d'arcabús. En expirar, Rodrigo confia a Carles que Isabel l'espera l'endemà al convent de Yuste.
El rei, escortat pel gran Inquisidor i uns prínceps, arriba per alliberar el seu fill, però aquest el rebutja. Se sent sonar la campana d'alarma i el poble penetra en la presó per tal d'alliberar l'Infant. Però finalment la intervenció del Gran Inquisidor descoratja el poble, que finalment pren posició al costat del rei.

### Acte V

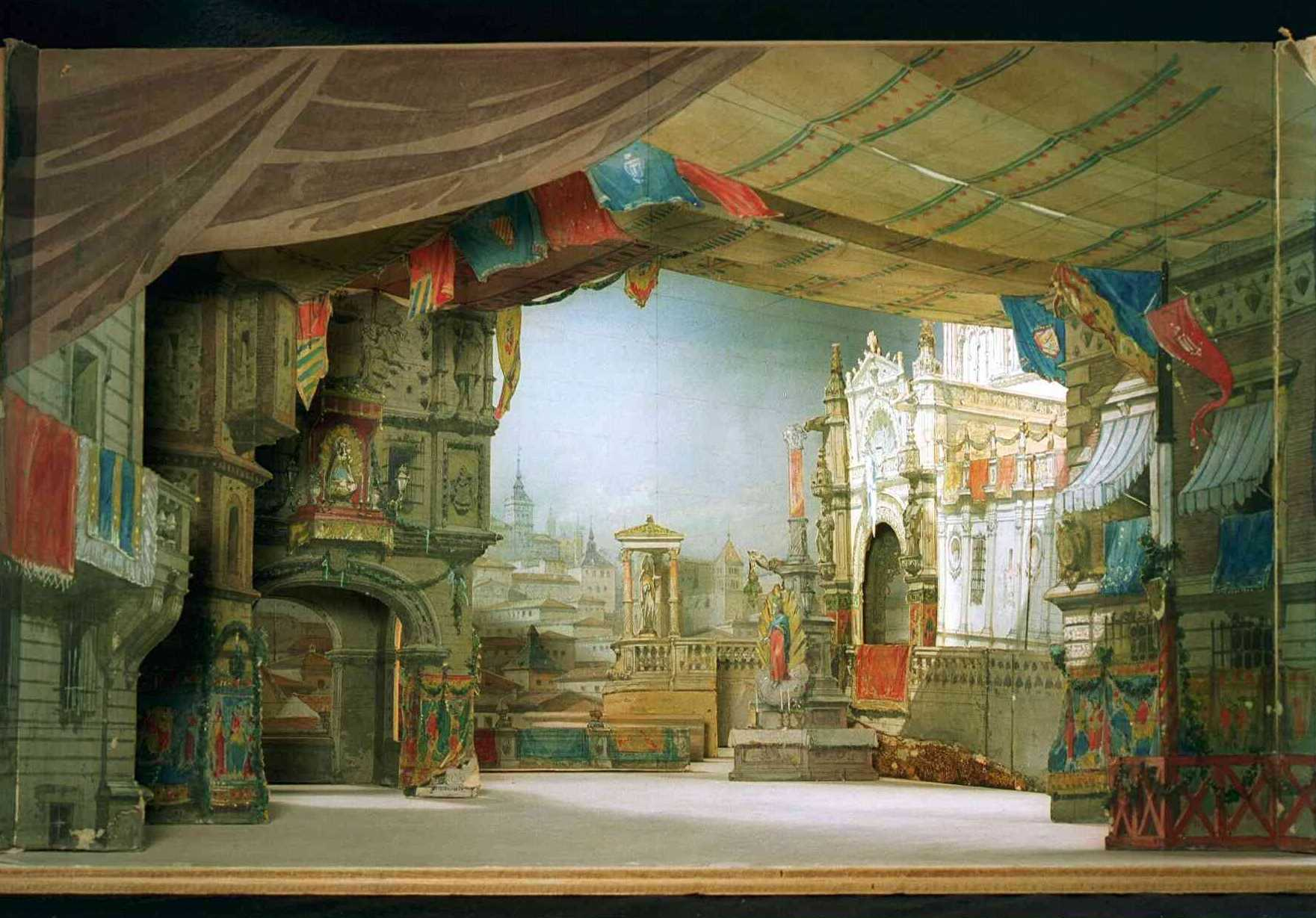
Teatrí de Francesc Soler i Rovirosa per al projecte escenogràfic (Acte II, quadre 2) de l'òpera Don Carlo de Giussepe Verdi al Gran Teatre del Liceu de Barcelona l'any 1870. Consta de tres rompiments i un quadre de fons. D'estil realista, s'emmarca en la producció pròpia dels pintors del corrent realista de finals del.

En el convent de Yuste Isabel prega davant la tomba de Carles V, quan Carles arriba per anunciar la seua partida a Flandes. S'acomiaden, i en aquest moment arriba el rei en companyia del Gran Inquisidor. Aquest darrer vol fer arrestar l'Infant, del qual sospita que vol donar suport als flamencs. Carles es defensa.
En aquest moment arriba un monjo. Porta la corona reial i parla amb la veu del difunt emperador Carles V, que temps enrere havia triat Yuste per a retirar-se del món i morir en pau. El rei i tots els presents queden colpits d'estupor. El monjo protegeix Carles enduent-se'l cap a les profunditats del claustre.